# 백석동 흰돌제
백석동 흰돌제는 경기도 고양시 일산동구 백석동 주민들이 수백년간 제를 지내고 있는 마을 제사이다. 2007년 8월 10일 고양시의 향토문화재 제48호로 지정되었다.

## 개요
백석동 주민들이 수백년간 제를 지내고 있는 마을 제사이다. 신도시내에 바위에 제를 지내는 독특한 전통제례 행사이다.